# Sourdeval (Sourdeval)
Sourdeval ist eine Ortschaft und eine ehemalige französische Gemeinde mit 2.584 Einwohnern (Stand 1. Januar 2022) im Département Manche in der Region Normandie. Sie gehört zum Arrondissement Avranches und zum Kanton Le Mortainais.
Mit Wirkung vom 1. Januar 2016 wurden die bisherigen Gemeinden Sourdeval und Vengeons zur namensgleichen Commune nouvelle Sourdeval zusammengelegt. Die ehemaligen Gemeinden haben in der neuen Gemeinde den Status einer Commune déléguée. Der Verwaltungssitz befindet sich im Ort Sourdeval.

## Lage
Sourdeval liegt rund 32 Kilometer östlich von Avranches, etwa in der Mitte zwischen Rennes und Caen. Bis zum Ärmelkanal, der die Nordsee mit dem Atlantischen Ozean verbindet, sind es in westlicher Richtung 44 und in nördlicher Richtung 80 Kilometer.